# Hagsreven
Hagsreven är skär i Åland (Finland). De ligger i Skärgårdshavet och i kommunen Lemland i landskapet Åland, i den sydvästra delen av landet. Öarna ligger omkring 17 kilometer öster om Mariehamn och omkring 260 kilometer väster om Helsingfors. Hagsreven ligger 1 meter över havet.
Arean för den av öarna koordinaterna pekar på är 1,8 hektar och dess största längd är 220 meter i sydväst-nordöstlig riktning. Närmaste större samhälle är Mariehamn, 16,9 km väster om Hagsreven.